# Severino Compagnoni
Severino Compagnoni (né le 4 février 1917) est un ancien fondeur italien.

## Palmarès

### Jeux Olympiques
| Épreuve / Édition | St-Moritz 1948 | Oslo 1952 |
| 18km              | 22e            |           |
| 50 km             |                | 18e       |
| 4 × 10 km         | 6e             |           |

### Championnats du monde
| Épreuve / Édition | Zakopane 1939 |
| 4 × 10 km         | Bronze        |